# Gaibanella
Gaibanella is een plaats (frazione) in de Italiaanse gemeente Ferrara.